# Plounévez-Moëdec
Plounévez-Moëdec település Franciaországban, Côtes-d’Armor megyében. Lakosainak száma 1473 fő (2022. január 1.). Plounévez-Moëdec Plouaret, Belle-Isle-en-Terre, Lanvellec, Loc-Envel, Loguivy-Plougras, Plounérin, Trégrom és Le Vieux-Marché községekkel határos.

## Népesség
A település népességének változása:
| Lakosok száma | 2066 | 1641 | 1482 | 1413 | 1443 | 1435 | 1458 | 1462 | 1463 | 1473 |
|               | 1968 | 1982 | 1990 | 2006 | 2013 | 2015 | 2017 | 2019 | 2020 | 2022 |